# 수산제
수산제(守山堤)는 삼한(三韓) 시대의 유명한 저수지이다. 경상남도 밀양에 있었으나 조선 세조 때 논으로 만들었다. 김제의 벽골제, 제천의 의림지와 함께 3대 저수지로서 주위는 20여 리나 되었다. 현재 저수지의 내부는 모두 논으로 변했고, 낙동강 지류인 용진강의 물이 논으로 범람하는 것을 막으려고 최근에 쌓은 제방이 남아 있다.

## 같이 보기
- 벽골제
- 의림지
- 밀양 수산제 수문 - 경상남도 기념물 제102호

## 참고 문헌
- 이 문서에는 다음커뮤니케이션(현 카카오)에서 GFDL 또는 CC-SA 라이선스로 배포한 글로벌 세계대백과사전의 내용을 기초로 작성된 글이 포함되어 있습니다.